# El Tila: Fragmentos de un psicópata
El Tila: Fragmentos de un psicópata es una película chilena de suspenso psicológico lanzada en 2015, escrita y dirigida por Alejandro Torres Contreras en su debut directorial. Está basado en la vida del violador en serie y eventual asesino del mundo real Roberto "Tila" Martínez Vásquez, quien frecuentemente irrumpía en casas en barrios de clase alta de Santiago de Chile durante los años 90 y principios de los 2000 como parte de una vendetta social. Está protagonizada por Nicolás Zárate como el personaje titular, acompañado de Daniela Ramírez, Rodrigo Soto y Daniel Alcaíno.

## Trama
Un joven exhausto (Nizolás Zárate) es visto paseando en bicicleta por un barrio de clase baja de Santiago, donde finalmente se da por vencido y se sienta antes de ser detenido por oficiales de la Policía de Investigaciones (PDI) de Chile. Cortamos a su celda de la prisión, donde tiene decenas de dibujos y recortes de periódico sobre su caso pegados en una pared. Su abogado defensor (Rodrigo Soto) entra a su celda, donde, a lo largo de la película, tienen varias discusiones, relatando su carrera criminal y la historia más amplia de su vida, con frecuencia yendo y viniendo de sus recuerdos y su estado en prisión.
La historia de su vida comienza con los recurrentes abusos que sufrió a manos de su madre (Jeanette Castillo), una mujer esquizofrénica, y su paso por el Servicio Nacional de Menores, donde destaca en programas sociales artísticos. Finalmente, lo dejan en libertad e intenta cursar una carrera artística en una Universidad, pero se la niegan por no haber terminado el bachillerato. "Tila", como sería conocido, se muda a Santiago y comienza a irrumpir en casas de clase alta, robarles y violar a las mujeres a punta de pistola, a menudo obligando a sus maridos a observar. Finalmente lo capturan y lo envían a prisión, donde con frecuencia los trabajadores de Gendarmería de Chile lo abusan y se aprovechan de él. Tras pasar varios años encarcelado, es liberado, pero regresa a las mismas actividades delictuales, volviéndose ahora aún más frío e insensible. 
Más tarde, comienza a salir con una estudiante de secundaria (Tiare Pino), quien frecuentemente llega a su casa para tener relaciones sexuales y consumir pasta base. En un momento, ella revela haber estado embarazada de su hijo, pero tuvo un aborto clandestino antes del nacimiento. El "Tila" responde frente a esto al golpearla en la cabeza con un martillo, matándola inmediatamente. Más tarde canibaliza sus restos, comiéndose su útero en un intento de "encontrar a su hijo". Posteriormente se dirige a un sector desolado, donde quema lo que queda de sus restos.
Ahora en prisión y bajo vigilancia constante, el "Tila" espera su próxima cadena perpetua en su celda. Afuera de la prisión, un camión choca contra un poste de electricidad, dejando a toda la ciudad de Colina (donde está detenido) en un apagón. Al ver su situación, el "Tila" la oportunidad y se ahorca en la oscuridad usando el cable de una máquina de escribir eléctrica que había estado usando para escribir poesía y declaraciones de prensa a lo largo de la película. Los trabajadores penitenciarios y su abogado defensor están furiosos al encontrar su cuerpo, ya que evadió su castigo. 
La película muestra un lapso de tiempo de su tumba, donde las flores y adornos dejados por los visitantes se pudren, dejando solo un cartel de madera que proclama "No pagó", hasta que los restos del "Tila" son desenterrados y reemplazados por falta de pago al cementerio. En la secuencia final de la película, volvemos a "Tila" en una llamada a prisión, donde una periodista intrigada (Daniela Ramírez) lo interroga, finalmente preguntándole directamente si el disfruta su notoriedad en los medios. El "Tila" simplemente da una leve sonrisa.

## Elenco
Los actores que participan en esta película son:
- Nicolás Zárate como Roberto "Tila" Martínez
  - Fabián Sanhueza como Tila más joven
- Daniela Ramírez como Periodista
- Rodrigo Soto como Abogado Defensor
- Jorge Becker como Fiscal
- Tiaré Pino como Amelia
- Daniel Alcaíno como Juez
- Rodrigo Alarcón como Guardia de Seguridad
- Norma Araya como Mujer Violada
- Jeanette Castillo como la mamá de Tila
- Gladys de Sanhueza como niñera
- Teresa Díaz como la tía de Tila
- Christopher Estay como Periodista 1
- Sebastián Echeverría como Periodista 2
- Damaris Torres como Periodista 3
- Ignacio Echegoyen como Periodista 4
- Trinidad González como Mujer 'Casa Grande'
- Bárbara Vera como maestra de hogar de acogida
- Alejandro Montes como Departamento
- Bárbara Santander como Mujer Departamental

## Lanzamiento
Tuvo su estreno mundial el 26 de agosto de 2015, en el 11° Festival Internacional de Cine de Santiago. Luego, se proyectó el 20 de abril de 2016, en el 18° Festival Internacional de Cine Independiente de Buenos Aires. Fue estrenada comercialmente el 7 de julio de 2016 en salas chilenas.
La película, la cual explora temas como el aislamiento socioeconómico y cómo llegan a conducir al crimen, ha sido comparado con El Chacal de Nahueltoro (1969), una película basada en el caso de la vida real del campesino Jorge Valenzuela Torres, quien mató a su pareja y a sus cinco hijos en un ataque de ebriedad, citada a veces como "la mejor película chilena de todos los tiempos".